# Union Island
Union Island – wyspa należąca do państwa Saint Vincent i Grenadyny. Leży na Morzu Karaibskim, w archipelagu Małych Antyli, 90 km na południowy zachód od Barbadosu, w zasięgu wzroku od wyspy Carriacou i Grenady, położonej na południe. Główne miasta to Clifton i Ashton. Głównym językiem jest angielski, choć francuski i niemiecki też jest używany. Znajduje się tu lotnisko cywilne, z którego istnieją połączenia na Saint Vincent i do innych lotnisk krajowych oraz międzynarodowe do Barbadosu, Carriacou, Grenady i Martyniki.

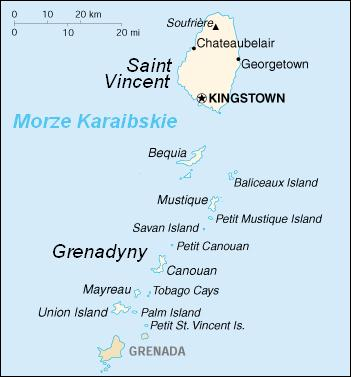
Mapa Saint Vincent i Grenadyn